# لاندنسبرگ
لاندنسبرگ (به آلمانی: Landensberg) یک شهر در آلمان است که در گونتسبورگ واقع شده‌است.